# Quan Âm Phật Đài (Bạc Liêu)
Quan Âm Phật Đài (còn gọi là Mẹ Nam Hải ) là tên một ngôi chùa thuộc hệ phái Phật giáo Bắc tông; hiện tọa lạc ở phường Nhà Mát, thành phố Bạc Liêu, tỉnh Bạc Liêu, Việt Nam. Đây là một công trình văn hóa tâm linh nổi bật của tỉnh, với pho tượng Bồ Tát Quán Thế Âm cao 11 mét, đứng giữa một không gian thoáng đãng hướng nhìn ra Biển Đông.

## Vị trí

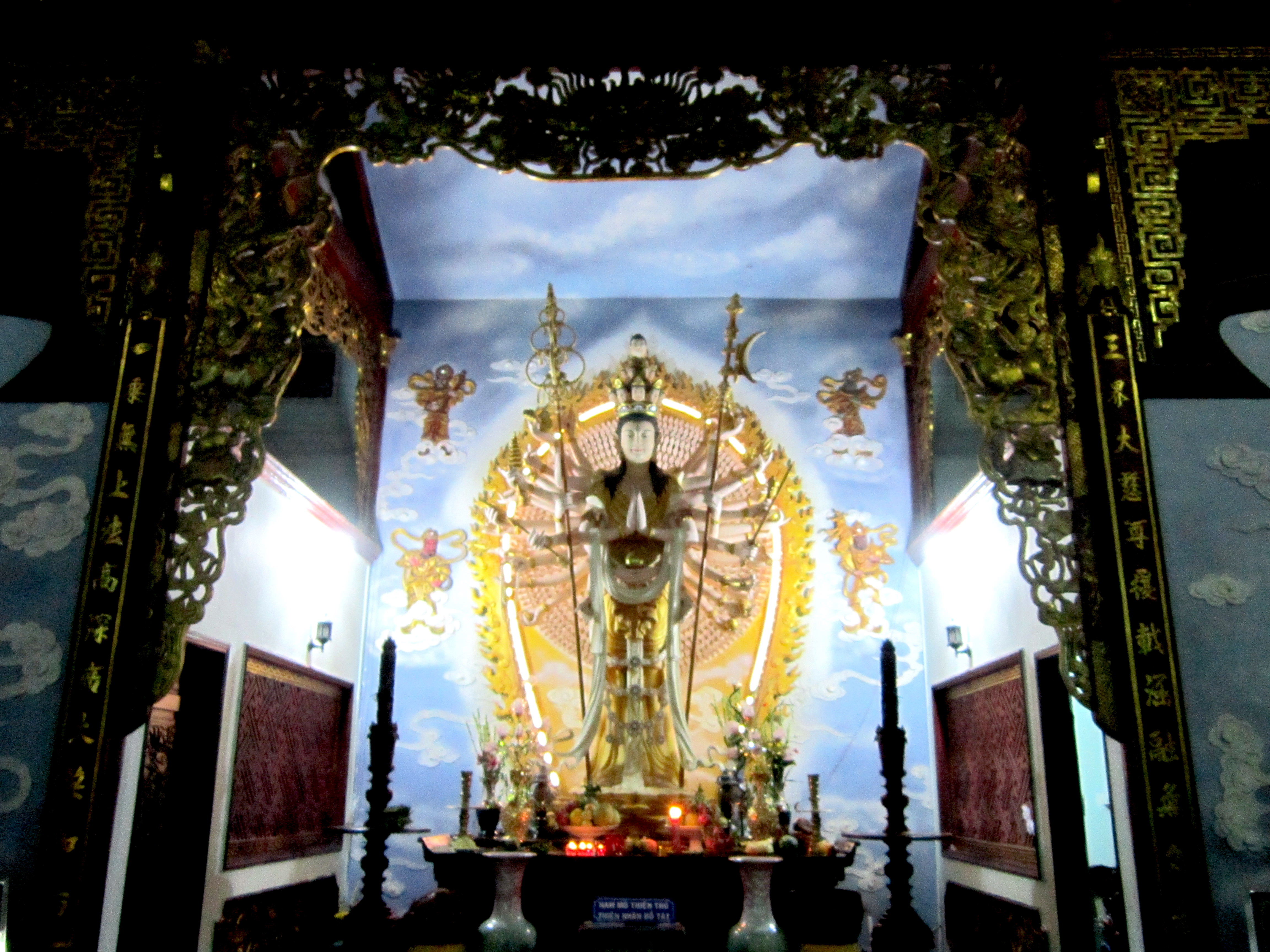
Tượng Thiên Thủ Quán Âm

Chùa nằm cách trung tâm thành phố Bạc Liêu khoảng 8 km.

## Lịch sử
Ban đầu, chùa chỉ là một căn nhà rộng đơn sơ bằng cây lá, trên một khu đất nhỏ ở ven biển có nhiều ao đầm, bãi bùn với nhiều cây mắm, đước,...
Năm 1973, Hòa thượng Thích Trí Đức đứng ra chủ trì việc xây tượng Quán Thế Âm lộ thiên (cao 11 m, không kể phần bệ tượng), và hoàn thành vào đầu năm 1975. Lúc mới xây dựng, tượng đài được đặt sát mé biển, khi thủy triều lên, nước biển tràn vào có lúc ngập cả chân đế. Qua nhiều năm, do sự bồi đắp của thiên nhiên, vị trí đặt tượng đài đã cách biển gần 1 km.

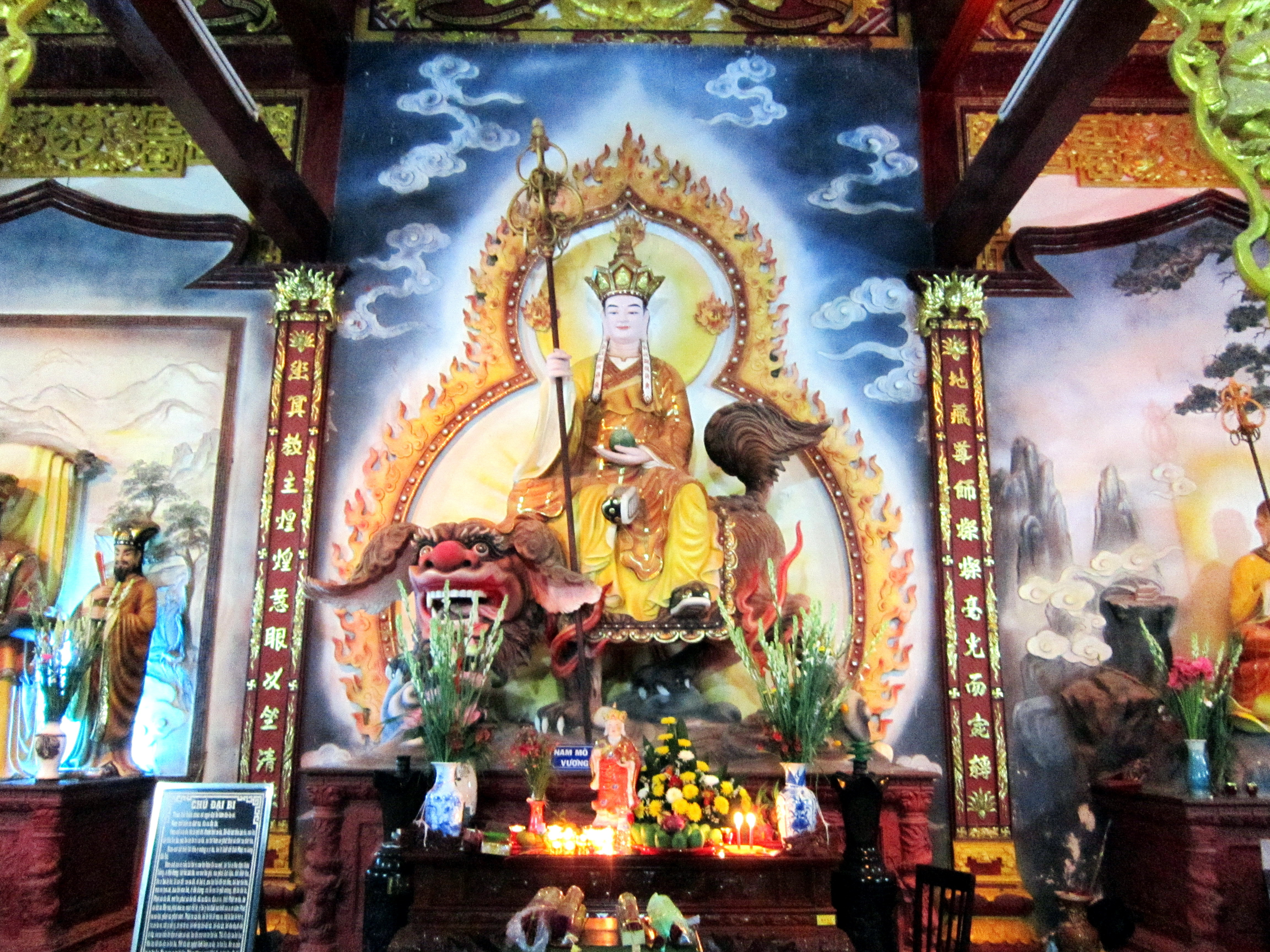
Tượng Địa Tạng Bồ Tát

Năm 2004, chính quyền tỉnh Bạc Liêu đã cấp phép cho mở rộng và san lấp khu đất nơi chùa tọa lạc. Nhờ vậy mà một số hạng mục đã lần lượt được dựng lên nhờ vào sự đóng góp của các tín đồ và khách thập phương.
Đầu năm 2013, việc xây dựng vẫn còn đang tiến hành trên phạm vi rộng khoảng 3 ha, và chỉ mới hoàn thành được một số hạng mục, như cổng Tam quan, điện Thiên Thủ, điện Địa Tạng, nhà chư tăng, nhà khách,...

## Cấu trúc
Điện Thiên Thủ thờ Thiên thủ Quán Âm (thờ chính). Đây là một trong nhiều danh xưng của Bồ Tát Quán Thế Âm, tiếng Phạn là Avalokitesvara, cũng gọi là Quán Tự Tại. Tượng của vị Bồ Tát này có đến ngàn cánh tay và ngàn con mắt (thiên thủ, thiên nhãn).
Điện Địa Tạng thờ Địa Tạng Bồ Tát (thờ chính). Đây là một vị Bồ Tát chuyên cứu độ sinh linh trong Địa ngục. Bên cạnh đó, trong hai tòa điện này còn có các tượng thờ (phối thờ): Quán Thế Âm Bồ Tát, Chuẩn Đề Vương Bồ Tát, Diệm Diêm Vương Bồ Tát, v.v...

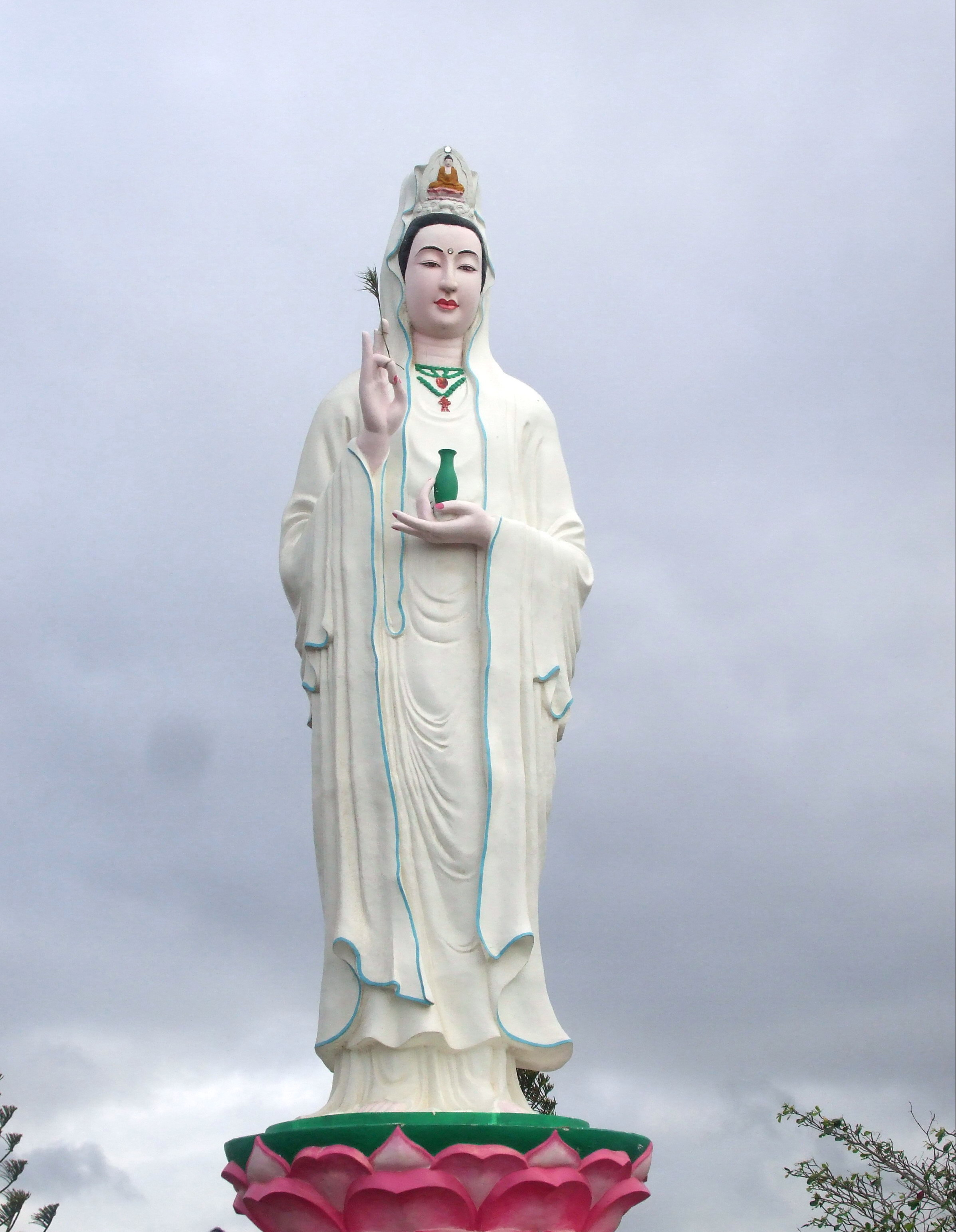
Tượng Quán Thế Âm cao 11 m

## Lễ
Hằng năm, nhà chùa có tổ chức lễ hội Quán Âm Nam Hải vào ba ngày: 22, 23 và 24 tháng 3 âm lịch. Đây cũng là một trong 6 lễ hội đặc trưng của tỉnh Bạc Liêu đã được công nhận là lễ hội chính thức.
Ngoài ra, nhà chùa còn tổ chức các ngày lễ khác, như ba ngày lễ vía Quán Thế Âm: 19 tháng 2 âm lịch (giáng sanh), 19 tháng 6 âm lịch (thành đạo), 19 tháng 9 âm lịch (xuất gia), lễ Rằm tháng Giêng, lễ Vu Lan, v.v... Tất cả đều được đông đảo tín đồ và khách thập phương đến tham dự.
Theo thông tin từ Sở Văn hóa, Thể thao và Du lịch tỉnh Bạc Liêu, thì "Khu du lịch Nhà Mát – Quan Âm Phật Đài" đang được đầu tư xây dựng với diện tích 98,5 ha. Trong tương lai không xa, nơi đây sẽ trở thành một khu du lịch sinh thái biển kết hợp với du lịch lễ hội hành hương, cùng với hệ thống nhà hàng khách sạn và khu vui chơi, giải trí đa dạng.

## Ảnh

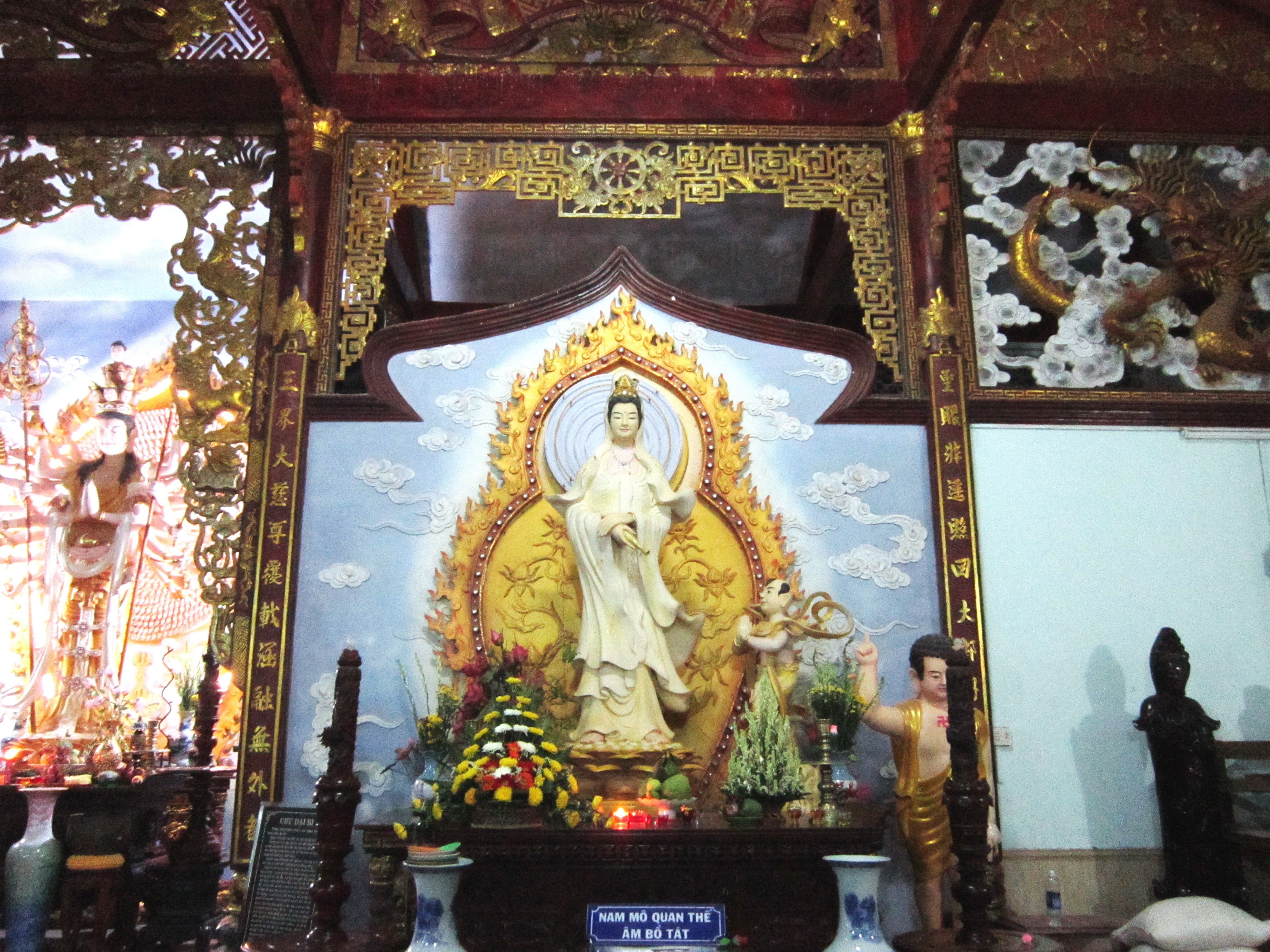
Tượng Quán Thế Âm trong điện Thiên Thủ
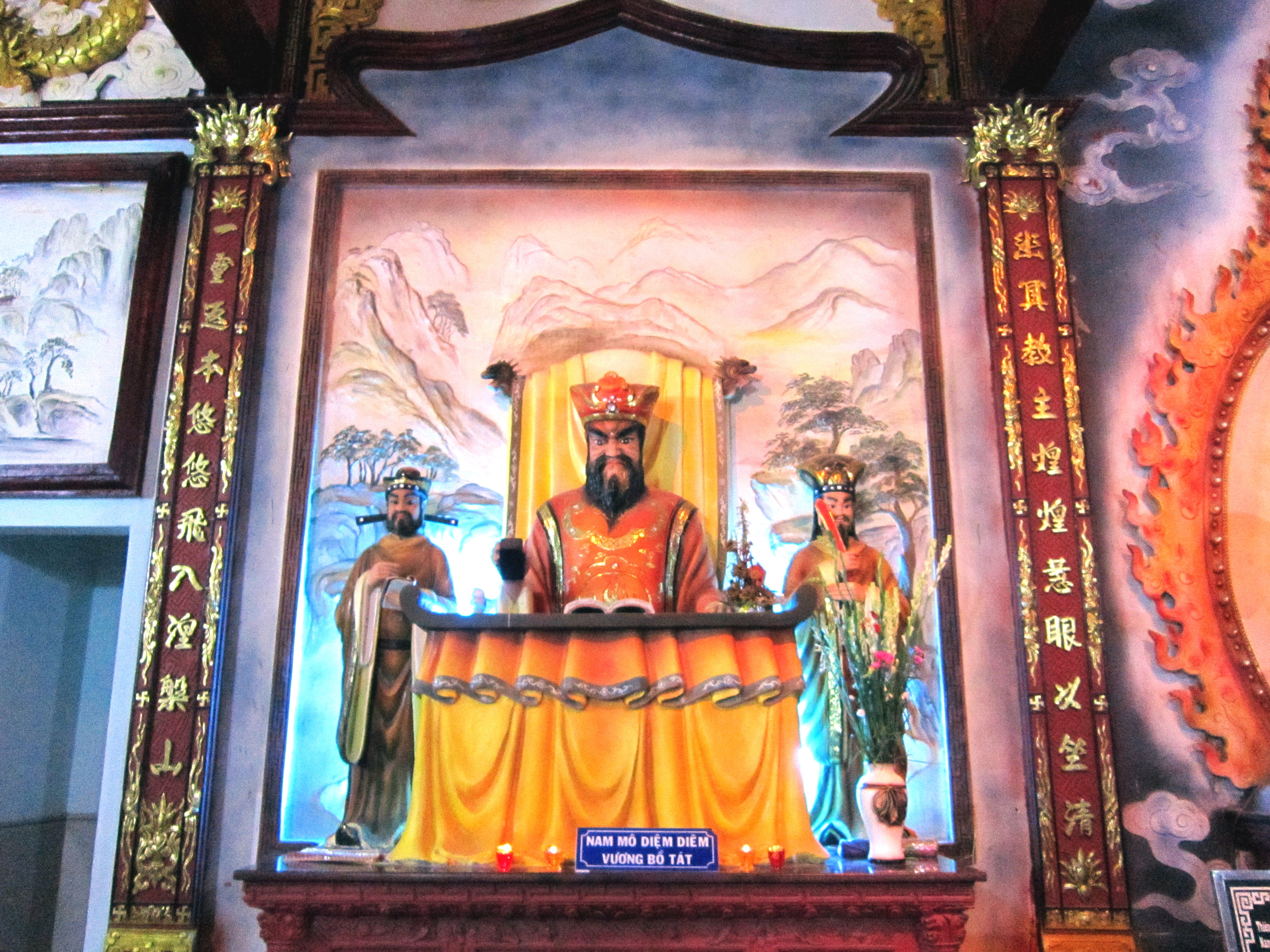
Tượng Diệm Diêm Vương trong điện Địa Tạng